# 1279
Високе Середньовіччя •  Реконкіста •  Хрестові походи •  Монгольська імперія

## Геополітична ситуація
Михайло VIII Палеолог є імператором Візантійської імперії (до 1282), а Рудольф I королем Німеччини (до 1291). У Франції править Філіп III Сміливий (до 1285).
Апеннінський півострів розділений: північ належить Священній Римській імперії, середню частину займає Папська область, південь належить Сицилійському королівству. Деякі міста півночі: Венеція, Піза, Генуя тощо, мають статус міст-республік.
Майже весь Піренейський півострів займають християнські Кастилія (Леон, Астурія, Галісія), Наварра, Арагонське королівство (Арагон, Барселона) та Португалія, під владою маврів залишилися тільки землі на самому півдні. Едуард I Довгоногий є королем Англії (до 1307), Вацлав II — Богемії (до 1305), а королем Данії — Ерік V (до 1286).
Руські землі перебувають під владою Золотої Орди. Король Русі Лев Данилович править у Києві та Галичі (до 1301), Роман Михайлович Старий — у Чернігові (до 1288), Дмитро Олександрович Переяславський — у Володимиро-Суздальському князівстві (до 1294). На чолі королівства Угорщина стоїть Ласло IV Кун (до 1290). У Великопольщі княжить Пшемисл II.
Монгольська імперія займає більшу частину Азії, але вона розділена на окремі улуси, що воюють між собою. У Китаї, зокрема, править монгольська династія Юань. У Єгипті владу утримують мамлюки. Невеликі території на Близькому Сході залишаються під владою хрестоносців. Мариніди правлять у Магрибі. Делійський султанат є наймогутнішою державою Північної Індії, а на півдні Індії панують держава Хойсалів та держава Пандья. В Японії триває період Камакура.
Цивілізація мая переживає посткласичний період. Почала зароджуватися цивілізація ацтеків.

## Події
- Пшемисл II став князем Великопольщі.
- Лешко II Чорний почав княжити в Кракові.
- На вимогу папського легата король Угорщини Ласло IV Кун видав закон, що зобов'язував половців прийняти християнство й перейти на осілий спосіб життя.
- Королем Португалії став Дініш I.
- 7 січня Франсуа Грімальді заснував місто Монако.
- Папа Миколай III (Джованні Гаетано Орсіні, 1277—1280) переніс свою резиденцію назад у Ватикан з Латеранського палацу. Біля резиденції почали розплановувати Ватиканські сади.
- У Єгипті владу захопив Калаун.
- Війська імператора Хубілая з династії Юань здобули перемогу в битві при Яминь над залишками сил династії Сун, припинивши її існування. Монгольська імперія повністю підкорила Китай, а її територія досягла максимуму.
- Династія Чола, що домінувала на півдні Індії впродовж століть, припинила існування під тиском держави Хойсалів та Пандья.

## Померли
- Болеслав V Сором'язливий